# Канайма (національний парк)
Національний парк Канайма (ісп. Parque Nacional Canaima) — національний парк площею 30 тис. км² в південно-східній частині Венесуели, що межує з Бразилією і Гаяною. Парк розташований в штаті Болівар та приблизно займає територію Ґран-Сабана (великої савани).
Парк був заснований 12 червня 1962 року. Це другий за розміром парк країни, після Паріма-Тапірапеко. З 1994 року парк є об'єктом Світової спадщини ЮНЕСКО, через неповторну природу регіону, особливо гори-тепуй, характерні для цього району.
Найвідоміші  парки - Рорайма (найвища і найпростіша для сходження) і Ауянтепуі, де міститься знаменитий водоспад Анхель, найвищий в світі. Тепуї - пісковики, що сформувалися в епоху, коли  Америка і Африка були частинами одного суперконтиненту.
Територія національного парку є батьківщиною індіанського народу пемон, шанувалили тепуі як будинок духів «маварі». Парк знаходиться у віддаленій місцевості; доріг, що зв'язують населені пункти, вкрай мало, тому основним транспортом є мала авіація, а також піші переходи і пересування по річках на каное.
Більшість місцевих жителів - пемонов, які зайняті, головним чином, у галузі туризму.
| Венесуела | Це незавершена стаття з географії Венесуели. Ви можете допомогти проєкту, виправивши або дописавши її. |

1. ↑  https://whc.unesco.org/es/list/701